# كتابة الأمازيغية بالحرف العربي
كتابة الأمازيغية بالحرف العربي هي الأبجدية العربية التي تستخدم قائمة الحروف العربية المشتقة عند الأمازيغ في الجزائر لتدوين لغاتهم الأمازيغية.

## الحرف العربي
يشترك أمازيغ الجزائر مع الناطقين باللغة الفارسية وكذلك اللغة الأردية في استعمال الأبجدية العربية لتدوين اللغة الأمازيغية بالإضافة إلى أبجدية التيفيناغ الأصلية في شمال أفريقيا.

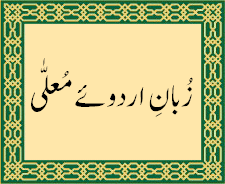
اللغة الأردية
اللغة الفارسية
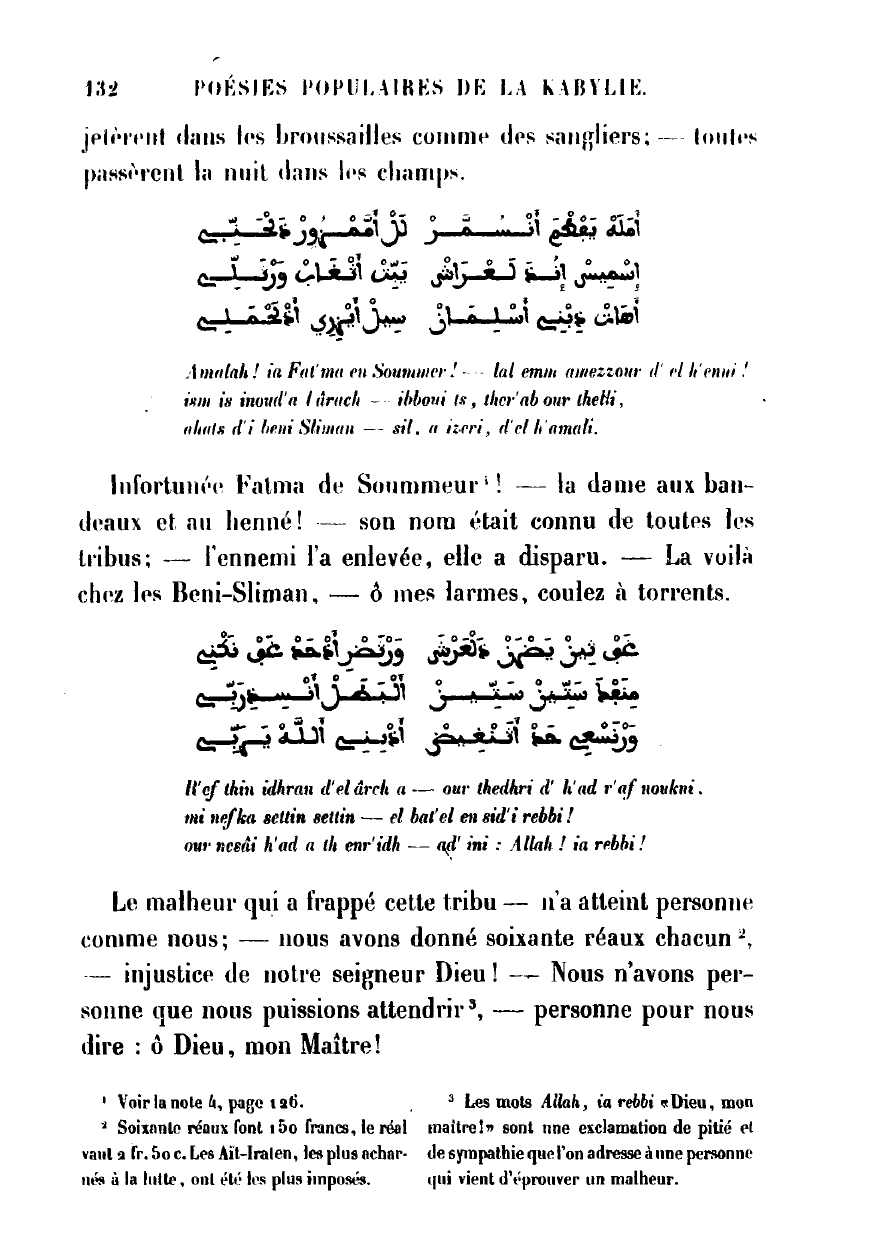
كتابة الأمازيغية في منطقة القبائل

## المناطق
يتم تدوين الأمازيغية في مناطق القبائل و وادي مزاب والأوراس بالحرف العربي خاصة ضمن الزوايا الجزائرية بالإضافة إلى استعمال التيفيناغ.

## الاستعمال
كانت الزوايا الجزائرية المتواجدة في منطقة جرجرة تستعمل الأبجدية العربية لتدوين التفاسير والشروح والأشعار المتداولة شفهيا عند القبائل جيلا بعد جيل.
وقد قام الباحث الفرنسي أدولف هانوتو (1814م-1897م) بدراسة الأشعار الشعبية عند القبائل خلال عام 1867م.
ودون نتائج دراسته للتدوين بالحرف العربي للمدائح والترانيم الزواوية في كتاب عنوانه «قصائد شعبية عند قبائل جرجرة: النص الزواوي والترجمة إلى الفرنسية» (بالفرنسية: Poésies populaires de la Kabylie du Jurjura : texte kabyle et traduction)‏.

### مواضيع ذات صلة
- اللغة الأمازيغية
- الأكاديمية الجزائرية للغة الأمازيغية
- الأمازيغ
- قائمة اللغات حسب نظام الكتابة
- الأبجدية العربية
- قائمة الحروف العربية المشتقة
- أبجدية التيفيناغ
- اللغة الفارسية
- اللغة الأردية
- الربيع الأمازيغي
- مركز الأبحاث الأمازيغية
- جامعة مولود معمري
- معهد اللغات والحضارات الشرقية بباريس
- قائمة الأسماء الأمازيغية
- الحركة الثقافية الأمازيغية
- منطقة القبائل
- جامعة الجزائر
- الكونغرس العالمي الأمازيغي
- الأكاديمية البربرية
- كتابة الأمازيغية بالحرف اللاتيني

### وصلات خارجية
- أبجدية تيفيناغ: النشأة والأصول والتحديثات.